# اد ترنز
اد ترنز (انگلیسی: Ed Turns؛ زادهٔ ۱۸ اکتبر ۲۰۰۲) بازیکن فوتبال اهل بریتانیا ست که در حال حاضر برای باشگاه فوتبال برایتون اند هوو آلبیون بازی می‌کند. 
وی همچنین در تیم ملی فوتبال زیر ۲۱ سال ولز بازی کرده است.